# جورج واتس هيل
جورج واتس هيل (بالإنجليزية: George Watts Hill)‏ هو مصرفي أمريكي، ولد في 27 أكتوبر 1901 في نيويورك في الولايات المتحدة، وتوفي في 20 يناير 1993 في تشابل هيل في الولايات المتحدة.